# Formação Santa Maria
A Formação Santa Maria é uma formação geológica com extensão de 250 km que vai do município de Venâncio Aires até o município de Mata, no estado brasileiro do Rio Grande do Sul. Possui datação dos período Triássico (médio e superior), mais especificamente do Ladiniano e Carniano. Recebeu este nome devido a cidade de Santa Maria. Está subdividida em dois membros: Alemoa no topo e Passo das Tropas na base. É composta por lamitos vermelhos.
O paleontólogo inglês Arthur Smith Woodward determinou a idade da formação Santa Maria datada da Era Mesozoica, Período Triássico Superior (aproximadamente duzentos e vinte milhões de anos). A formação Santa Maria está no livros dos recordes, Guinness World Records, como o local mais antigo ao qual dinossauros foram encontrados. A solicitação partiu de um grupo de especialistas e paleontólogos denominado DinOrigin que escava na região desde 1998.